# Sensibilitat climàtica
La sensibilitat climàtica en equilibri és el canvi de la temperatura superficial mitjana global en equilibri després de doblar la concentració atmosfèrica de diòxid de carboni (equivalent).
Aquest valor s'ha estimat, en el Quart Informe d'Avaluació del GIECC de ser probablement en l'interval 2,1 a 4,4 °C, amb una mitjana de 3,2 °C. Això és un lleuger canvi respecte al Tercer Informe d'Avaluació del GIECC, que deia que era "probablement en un interval d'1,5 a 4,5 °C". Més generalment, la sensibilitat climàtica en equilibri es refereix al canvi de la temperatura d'equilibri l'aire superficial que segueix un canvi d'unitat en el forçament radiatiu, expressada en unitats de °C/(W/m²). En la pràctica, l'avaluació de la sensibilitat climàtica en equilibri exigeix simulacions molt llargues amb models climàtics globals acoblats, o es pot deduir d'observacions.
Gregory et al. (2002) estimen una fita inferior d'1,6 °C calculant el canvi en el balanç de radiació de Terra i comparant-ho amb l'escalfament global observat durant el 20è segle. El treball recent fet per Annan i Hargreaves combina observacions i estimacions fetes per models independents per produir una mitjana d'uns 3 °C, i només una probabilitat d'un 5% d'excedir de 4,5 °C.
Shaviv (2005) ha fet una anàlisi similar per a sis intervals de temps diferents, estenent-se des del cicle solar d'onze anys a les variacions de clima a escales geològiques. Ha trobat una sensibilitat típica de 2,0 °C (oscil·lant entre 0,9 °C i 2,9 °C amb una confiança d'un 99%) si no hi ha cap connexió de clima de raig còsmic, o una sensibilitat típica d'1,3 °C (entre 0,9 °C i 2,5 °C amb una confiança d'un 99%), si és certa la relació entre la variació solar amb els raigs còsmics.
Andronova i Schlesinger (2001) (utilitzant models climàtics simples) han trobat que podria ser entre 1 i 10 °C, amb una probabilitat del 54 per cent que la sensibilitat climàtica sigui a fora de l'interval donat pel GIECC [3]. L'interval exacte depèn de quins factors són més importants durant el període instrumental: "Actualment, l'escenari més probable és un que inclou el forçament antropogènic pels aerosols de sulfat però no la variació solar. Encara que el valor de la sensibilitat climàtica en aquest cas és més incerta, hi ha una probabilitat del 70 per cent que excedeixi el màxim valor donat pel GIECC. Això no són bones notícies." deia Schlesinger.
Forest et al. (2002) emprant patrons de canvi i el MIT EMIC calculaven un interval de confiança d'un 95% per a la sensibilitat climàtica d'uns 1,4-7,7 °C, i una probabilitat d'un 30% que la sensibilitat es trobés fora de l'interval d'1,5 a 4,5 °C.
Frame et al. (2005) i Allen et al. assenyalen que la mida dels límits de confiança són dependents de la natura de les suposicions prèvies fetes.
S'ha d'assenyalar que la sensibilitat climàtica no és el mateix que el canvi climàtic esperat, el qual depèn dels escenaris possibles:Per exemple el Quart Informe d'Avaluació del GIEEC
declara que per l'any 2100 s'espera un augment 2,4 °C a 6,4 °C respecte a la mitjana 1980-1999 en l'escenari A1F1 d'emissions de gasos hivernacle altes.